# Paróquia Nossa Senhora da Conceição (Conceição de Ipanema)
A Paróquia Nossa Senhora da Conceição é uma circunscrição eclesiástica católica, da Diocese de Caratinga, em Conceição de Ipanema, Minas Gerais.
O atual pároco é o Pe. Reginaldo Pires Amâncio (desde 18/2/2022).

## Aspectos Geográficos
Sua área geográfica de 298 quilômetros quadrados abrange os municípios de Conceição de Ipanema e São José do Mantimento. 16 comunidades filiais integram seu território. A padroeira é Nossa Senhora da Conceição. A sua atividade pastoral abrange 66 grupos de reflexão e 18 núcleos de catequese.
O município de Conceição de Ipanema possui uma área de 254.513 Km2, com uma população de 4.536 habitantes. Sendo composta de descendentes de índios, negros, portugueses, espanhóis, italianos e alemães. Os principais rios que banham a região são o José Pedro e o Manhuaçu, ambos integrantes da Bacia do Rio Doce. 70 % do terreno são áreas montanhosas.

## História

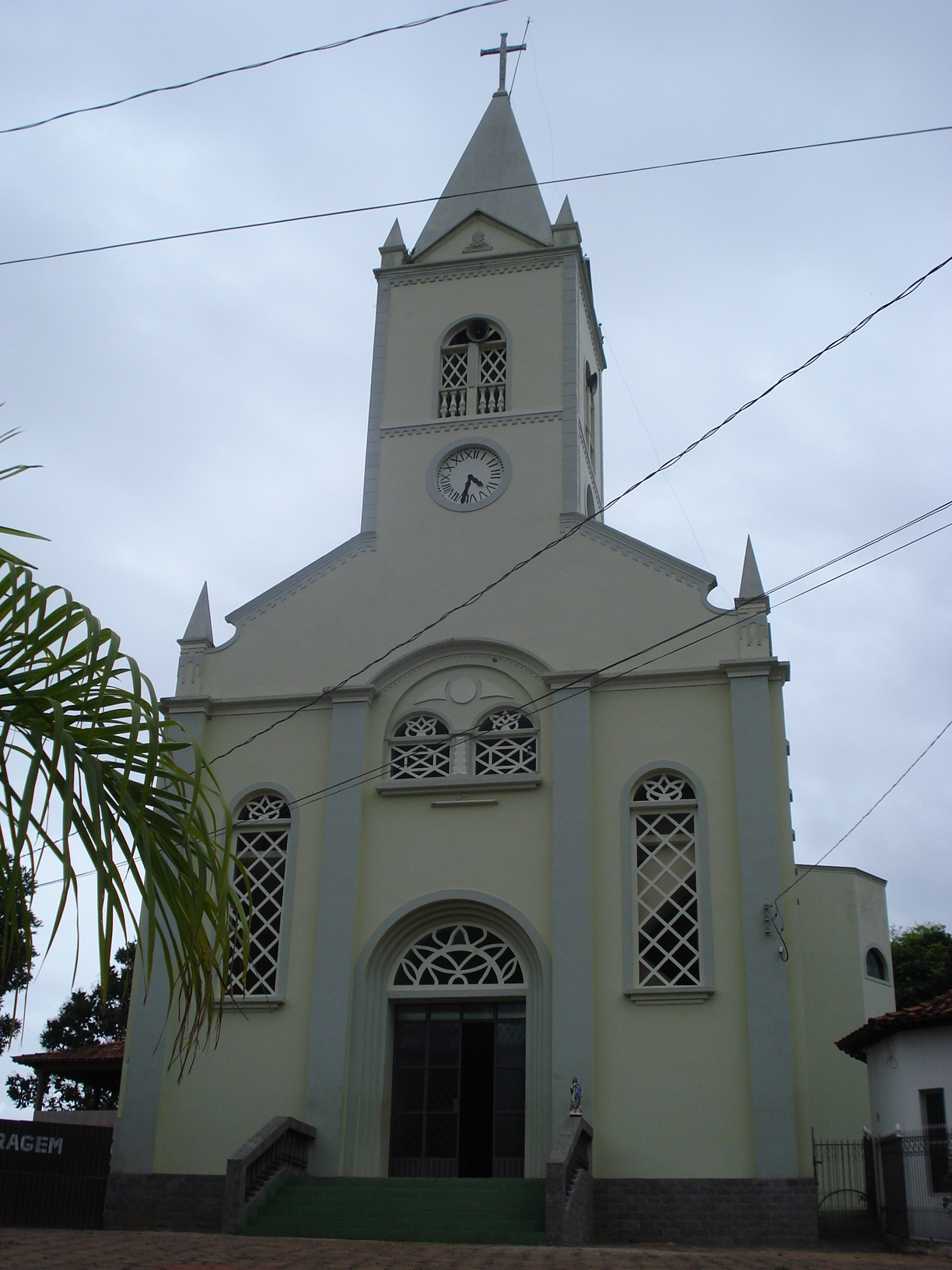
Igreja Matriz de Conceição de Ipanema.

O cristianismo se fez presente no começo de todas as cidades brasileiras. Uma porcentagem bem grande recebe nomes religiosos. Em Conceição de Ipanema o catolicismo foi professado desde as origens. A região do vale do Rio Doce e proximidades teve seu trabalho de catequese desenvolvido por Guido Tomás Marlière (1767-1836). Como diretor dos índios ficou responsável pela pacificação deles através da religião. Dentre os ilustres conhecidos de sua atuação esteve o índio Guido Pokrane. Em 1824, este se converteu à fé católica e passou a ser referência na região, intermediação a catequização dos índios aimorés.
Em 1850, Francisco Inácio Fernandes Leão construiu uma capela dedicada a Nossa Senhora da Conceição ao lado de sua fazenda, onde atualmente se situa a cidade. A comunidade se manteve durante quase um século sendo assistida por paróquias vizinhas. Somente a 18 de novembro de 1955 que foi criada a Paróquia Nossa Senhora da Conceição, por Dom João Batista Cavati.
As comunidades que compõem a paróquia foram se formando aos poucos. Em 1910, foi construída a primeira igreja por Francisco Alves da Silva e inaugurada pelo padre João Batista Cavalcante. Em 1955, o Alto São Luís se organizou com a assistência do padre João Beentjes. A atual igreja matriz de Conceição de Ipanema foi inaugurada a 8 de dezembro de 1959.
As últimas instalações vieram mais tarde. Em 1996, Dom José Moreira Bastos Neto, então padre, construiu a casa paroquial atual. Na mesma década foi construído o salão paroquial.
O cristianismo foi sendo introduzido aos poucos. A segunda Igreja a evangelizar na região foi a Luterana. Essa chegou em 1922 com os descentes de alemães. Em 1934, foi construída a sua primeira capela. O templo da 1ª Igreja Batista foi construída em 1937 e o da Igreja Presbiteriana foi inaugurado em 1943. Mais tarde vieram outras igrejas.